# Pod jařmem
Pod jařmem (bulharsky Под игото) je historický román Ivana Vazova, popisující Bulharsko těsně před a během dubnového povstání. Napsal jej během svého pobytu v Oděse v roce 1888 a stal se veleúspěšným dílem – kromě surového popisu násilností v Bulharsku během roku 1876 v něm Vazov také podrobně vylíčil městské i venkovské prostředí tehdejšího Bulharska, ve kterém se rezignovanost vůči Turkům střídala s odhodlaným bojem a touhou po ozbrojeném povstání.
Autor se držel známých poměrů; městečko Bjala Čerkva, kde se příběh odehrává, odkazuje na Vazovovo rodné město Sopot (dříve neslo také po nějakou dobu jeho jméno), a ačkoliv jsou postavy, které se v románu vyskytují, povětšinou fiktivní, občas se mezi nimi objevují i reálné historické osobnosti. Hlavní hrdina Bojčo Ogňanov je však přece jen spíše než realistický bojovník za nezávislost Bulharska romantický snílek a revolucionář, mající daleko k jakékoliv jiné postavě, která přispěla k boji Bulharska za nezávislost na Osmanské říši. Román Pod jařmem byl přeložen celkem do 30 jazyků a v Bulharsku patří k základním dílům národní literatury. Dílo bylo také v roce 1952 zfilmováno.